# Општина Мурска Собота
Градска општина Мурска Собота (словен. Murska Sobota) је једна од општина Помурске регије у држави Словенији. Седиште општине је истоимени град Мурска Собота.

## Природне одлике
Рељеф: Општина Мурска Собота налази се у североисточном делу Словеније. Општина се простире у западном делу равничарске и пољопривредне области Прекомурје, уз реку Муру.
Клима: У општини влада умерено континентална клима.
Воде: Најзначајнији водоток у општини је река Мура, која је југозападна граница општине. Остали водотоци су мали и њене су притоке.

## Становништво
Општина Мурска Собота је веома густо насељена.

## Насеља општине
| - Баковци - Вешчица - Крог - Купшинци - Маркишавци - Мурска Собота | - Немчавци - Полана - Пушча - Ракичан - Сатаховци - Чернелавци |  |

## Додатно погледати
- Мурска Собота